# Platja del Remolar (El Prat de Llobregat)

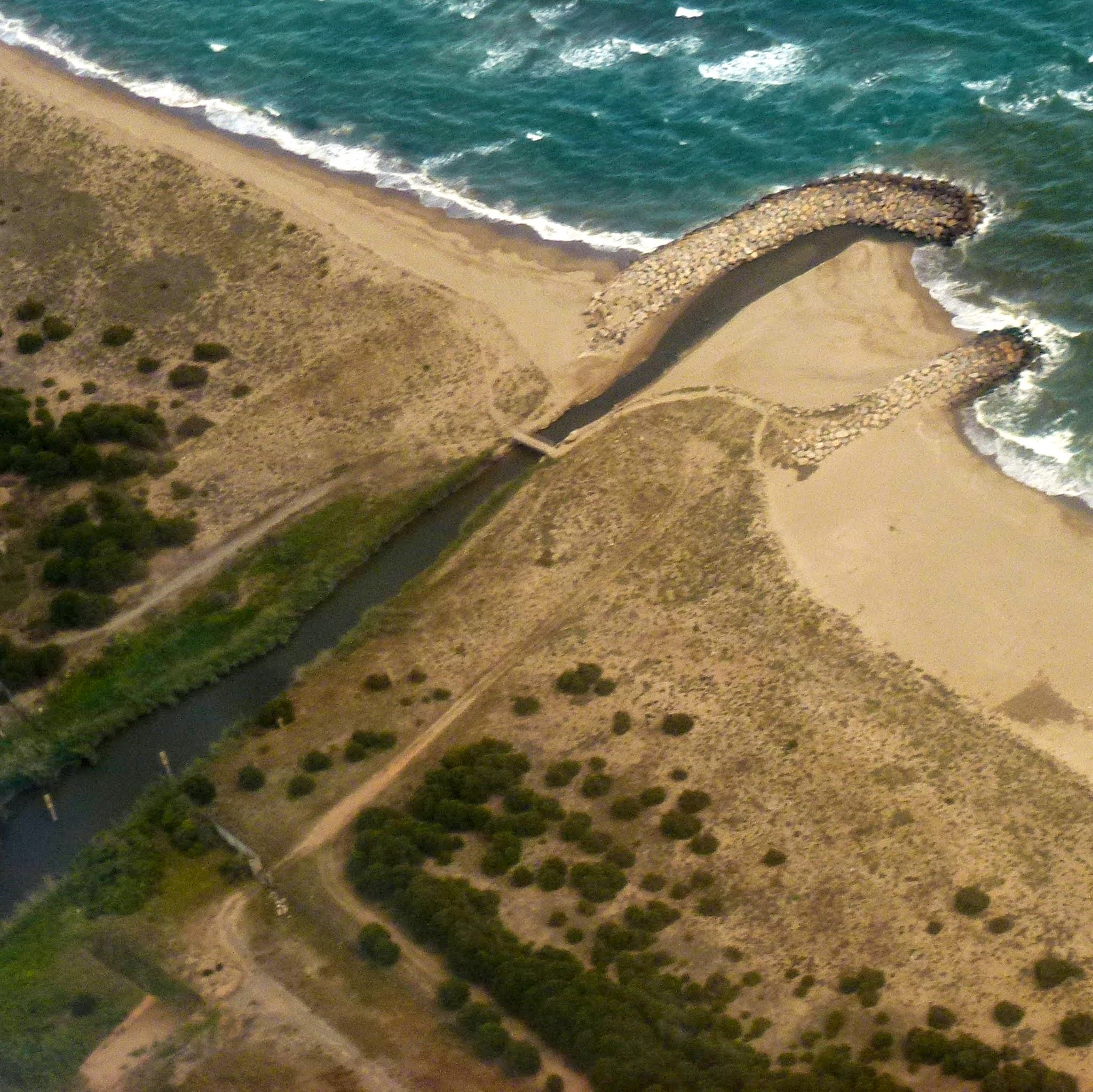
Desembocadura de l'estany del Remolar

La platja del Remolar, també coneguda com a platja dels Militars, és una platja natural del municipi del Prat de Llobregat (Baix Llobregat), situada al delta del Llobregat, enfront de les pistes d'aterratge de l'Aeroport Josep Tarradellas Barcelona-el Prat, entre la platja de la Roberta, a llevant, i la desembocadura de l'estany de Remolar, a ponent, que la separa de la platja del Remolar, del municipi de Viladecans. Té una longitud de 700 metres i una amplada de 70 metres, flanquejada per una zona de dunes. Està declarada zona d'especial protecció per a les aus (ZEPA) del litoral del Prat de Llobregat, reconeguda amb la figura de protecció Xarxa Natura 2000. Té zones dunars protegides. La sorra no es neteja mecànicament per tal de mantenir espais d'alimentació per a ocells com el corriol camanegre, que mengen els petits organismes que viuen d'aquestes restes marines.
És una platja nudista des del 2021, que es va traslladar des de la platja Naturista, a causa de la regressió de la sorra en aquesta.